# 法沃赖-马谢勒
法沃赖-马谢勒（法語：Faveraye-Mâchelles，法語發音：[favʁɛ maʃɛl] ⓘ）是法国曼恩-卢瓦尔省的一个旧市镇，属于昂热区。2016年1月1日，法沃赖-马谢勒和相邻的另外4个市镇合并为新市镇贝勒维涅昂莱永（Bellevigne-en-Layon）。

## 地理
法沃赖-马谢勒（47°14'17"N, 0°30'0"W）面积18.6 平方千米，位于法国卢瓦尔河地区大区曼恩-卢瓦尔省，该省份为法国西部内陆省份，大致对应安茹地区，北起顺时针与马耶讷省、萨尔特省、安德尔-卢瓦尔省、维埃纳省、德塞夫勒省、旺代省、大西洋卢瓦尔省和伊勒-维莱讷省接壤。
与法沃赖-马谢勒接壤的市镇（或旧市镇、城区）包括：莱永河畔欧比涅、瓦朗茹、马蒂涅布里扬、蒙蒂耶。
法沃赖-马谢勒的时区为UTC+01:00、UTC+02:00（夏令时）。

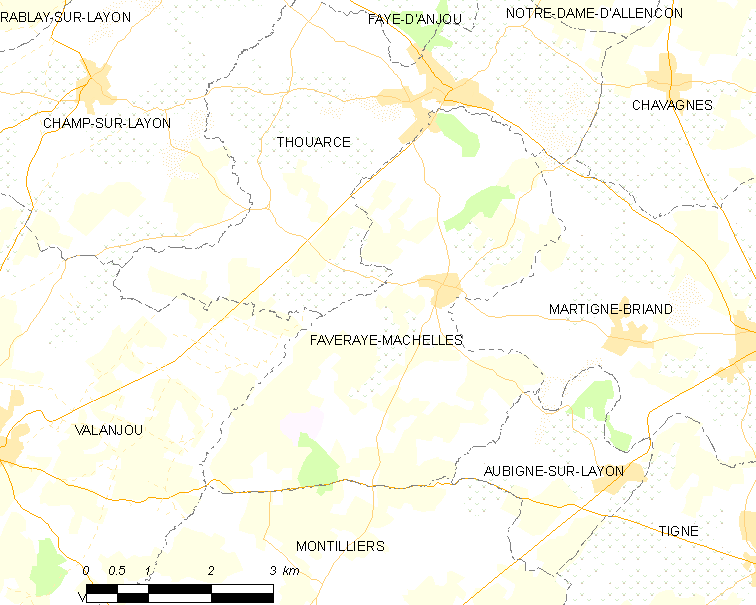
法沃赖-马谢勒的OSM定位图

## 行政
法沃赖-马谢勒的邮政编码为49380，INSEE市镇编码为49133。

## 政治
法沃赖-马谢勒所属的省级选区为安茹地区舍米耶县。

## 人口

1962-2008年间法沃赖-马谢勒人口变化图示

法沃赖-马谢勒于2018年1月1日时的人口数量为648人。